# Фосез
Фосез (фр. Fosseuse) насеље је и општина у североисточној Француској у региону Пикардија, у департману Оаза која припада префектури Бове.
По подацима из 2011. године у општини је живело 739 становника, а густина насељености је износила 166,44 становника/km². Општина се простире на површини од 4,44 km². Налази се на средњој надморској висини од 67 метара (максималној 129 m, а минималној 50 m).

## Демографија
| 1962. | 1968. | 1975. | 1982. | 1990. | 1999. | 2011. |
| ----- | ----- | ----- | ----- | ----- | ----- | ----- |
| 180   | 194   | 228   | 572   | 677   | 742   | 739   |

График промене броја становника у току последњих година